# Wacław Sobol
Wacław Sobol (ur. 26 sierpnia 1903 w Końskich, zm. 28 stycznia 1981) – polski działacz polityczny, powstaniec śląski, wiceprezydent Katowic (1945–1948) i Łodzi (1948–1950), poseł na Sejm Ustawodawczy (1947–1952). 

## Życiorys
Kształcił się w gimnazjum w Sosnowcu, jako uczeń wziął udział w powstaniach śląskich. W latach 1922–1923 studiował na Wydziale Filozoficznym Uniwersytetu Jagiellońskiego, następnie ukończył ekonomię w Szkole Głównej Handlowej w Warszawie. Udzielał się społecznie m.in. jako wiceprezes Akademickiego Koła Zagłębian (1923–1926). Należał do stowarzyszenia ideowo-wychowawczego: Polska Korporacja Akademicka „Grunwaldia”. Był jednym z inicjatorów powstania Akademickiego Aeroklubu oraz prezesem Akademickiego Związku Zachodniego, współorganizatorem światowych imprez lotniczych challenges (1930–1932–1934) oraz krajowych zawodów szybowcowych (1935–1936). Popularyzował sport lotniczy w prasie. W latach 30. zatrudniony w Radzie Handlu Zagranicznego RP. 
Okres II wojny światowej spędził w Warszawie, Radomiu i Częstochowie (pracował w lokalnych oddziałach Izby Przemysłowej). 
Po zakończeniu wojny wstąpił do Stronnictwa Demokratycznego i objął urząd wiceprezydenta Katowic (do 1948), a później Łodzi (do 1950). Podczas pracy na Śląsku powstało z jego inicjatywy pismo „Życie Gospodarcze”, którego był kierownikiem redakcji. W 1952 rozpoczął pracę w Ministerstwie Przemysłu Drobnego i Rzemiosła (później: w Komitecie Drobnej Wytwórczości) w Warszawie. 
W latach 1947–1952 sprawował mandat posła na Sejm z okręgu Katowice. Zasiadał w Komisjach: Organizacyjno-Samorządowej, Pracy i Opieki Społecznej oraz Skarbowo-Budżetowej. 
Zmarł w 1981, został pochowany na cmentarzu Wojskowym na Powązkach w Warszawie (kwatera C7-3-1).

## Ordery i odznaczenia
- Krzyż Kawalerski Orderu Odrodzenia Polski
- Złoty Krzyż Zasługi (18 stycznia 1946)[2]
- Krzyż Walecznych
- Śląski Krzyż Powstańczy
- Medal Zwycięstwa i Wolności 1945 (1946)
- Krzyż na Śląskiej Wstędze Waleczności i Zasługi I klasy (1929)
- Medal 10-lecia Polski Ludowej (25 maja 1955)[3]
- Medal Pamiątkowy za Wojnę 1918–1921 (1928)